# Santiago Salazar
Santiago Salazar (Lima, 2 de noviembre de 1974) es un exfutbolista peruano. Jugaba de defensa central y su último equipo fue Sport Boys Association, donde además se había iniciado.

## Clubes
| Club                      | País    | Año       |
| ------------------------- | ------- | --------- |
| Sport Boys                | Perú    | 1996-1998 |
| Sporting Cristal          | Perú    | 1999-2001 |
| Trabzonspor               | Turquía | 2001-2002 |
| Sport Boys                | Perú    | 2003      |
| Universidad San Martín    | Perú    | 2004-2005 |
| Al-Shamal                 | Catar   | 2005      |
| Alianza Lima              | Perú    | 2006-2008 |
| Universidad César Vallejo | Perú    | 2009      |
| José Gálvez               | Perú    | 2010      |
| Sport Boys                | Perú    | 2011-2012 |

## Palmarés
| Título                    | Club         | País | Año  |
| ------------------------- | ------------ | ---- | ---- |
| Torneo Apertura           | Alianza Lima | Perú | 2006 |
| Primera División del Perú | Alianza Lima | Perú | 2006 |